# Saint-Germain-de-Coulamer
Saint-Germain-de-Coulamer är en kommun i departementet Mayenne i regionen Pays de la Loire i nordvästra Frankrike. Kommunen ligger i kantonen Villaines-la-Juhel som tillhör arrondissementet Mayenne. År 2022 hade Saint-Germain-de-Coulamer 329 invånare.

## Befolkningsutveckling
Antalet invånare i kommunen Saint-Germain-de-Coulamer
| Referens: INSEE |